# Deja vu (canción de Prince Royce y Shakira)
«Deja Vu» es una canción del cantante estadounidense de origen dominicano Prince Royce, y la cantante colombiana Shakira. La canción fue lanzada el 24 de febrero de 2017 como el cuarto sencillo del álbum de Prince Royce Five. Más adelante, el sencillo también fue incluido como una pista del álbum de Shakira El Dorado.
A finales de julio de 2023, la canción experimentó un resurgimiento en popularidad después de convertirse en un éxito viral en TikTok, aumentando las transmisiones en Spotify e ingresando a la lista diaria en América del Norte, particularmente entre México y Latinoamérica.

## Video musical
El video de Deja Vu fue dirigido por Jaume de Laiguana, en él se ve a Prince Royce cantando en una tarima mientras Shakira baila en la pista; finalmente Royce baja de la tarima se encuentra con Shakira y bailan bachata juntos.
El video ya cuenta con más de 600 millones en YouTube y 120 000 000 en Spotify.

## Posiciones
| Listado (2017)                                            | Mejor posición |
| --------------------------------------------------------- | -------------- |
| Argentina (Monitor Latino)                                | 16             |
| Chile (Monitor Latino)                                    | 19             |
| Colombia (National-Report)                                | 26             |
| República Dominicana (Monitor Latino)                     | 1              |
| Francia (SNEP)                                            | 106            |
| Guatemala (Monitor Latino)                                | 2              |
| América Latina (Monitor Latino)                           | 9              |
| Perú (Monitor Latino)                                     | 4              |
| España (Top 100 Canciones)                                | 4              |
| Suiza (Schweizer Hitparade)                               | 92             |
| Estados Unidos Bubbling Under Hot 100 Singles (Billboard) | 7              |
| Estados Unidos (Hot Latin Songs)                          | 4              |
| Estados Unidos (Tropical Airplay)                         | 1              |
| Venezuela (National-Report)                               | 1              |

## Certificaciones
| País           | Organismo certificador | Certificación | Ventas Certificadas | Ref.   |
| -------------- | ---------------------- | ------------- | ------------------- | ------ |
| España         | PROMUSICAE             | Platino       | 40 000              | [ 15 ] |
| Italia         | FIMI                   | Oro           | 25 000              | [ 16 ] |
| México         | AMPROFON               | 2x Platino    | 120 000             | [ 17 ] |
| Estados Unidos | RIAA                   | 15x Platino   | 900 000             | [ 18 ] |

## Premios
El 8 de octubre se celebraron los Latin American Music Awards donde ganó Sencillo Del Año.
El 26 de abril de 2018 se llevó a cabo los Latin Billboard donde Deja Vu ganó La Canción Tropical Del Año.